# Petrović Mlinarić
Petrović Mlinarić (1900 – 1985. május 29.) jugoszláv-horvát nemzetközi labdarúgó-játékvezető.

## Pályafutása

### Nemzetközi játékvezetés
A Jugoszláv labdarúgó-szövetség Játékvezető Bizottsága (JB) terjesztette fel nemzetközi játékvezetőnek, a Nemzetközi Labdarúgó-szövetség (FIFA) 1948-tól tartotta nyilván bírói keretében. Több nemzetek közötti válogatott és klubmérkőzést vezetett, vagy működő társának segített partbíróként. Az aktív nemzetközi játékvezetéstől 1948-ban búcsúzott. Válogatott mérkőzéseinek száma: 1.

## Statisztika

### Nemzetközi válogatott mérkőzése
| #  | Dátum           | Helyszín                    | Hazai        | Eredmény | Vendég   | Kiírás      | Gólok | Esemény |
| -- | --------------- | --------------------------- | ------------ | -------- | -------- | ----------- | ----- | ------- |
| 1. | 1948. június 6. | Újpest, Megyeri úti stadion | Magyarország | 9 – 0    | Románia  | Balkán-kupa | -     |         |
|    | Összesen        |                             |              | 1        | mérkőzés |             |       |         |